# Obliquogobius yamadai
Obliquogobius yamadai és una espècie de peix de la família dels gòbids i de l'ordre dels perciformes.

## Morfologia
- Els mascles poden assolir 5,2 cm de longitud total i les femelles 5,3.
- Nombre de vèrtebres: 26.[4][5]

## Hàbitat
És un peix marí, de clima temperat i demersal que viu entre 99-165 m de fondària.

## Distribució geogràfica
Es troba al mar de la Xina Oriental i el Japó.

## Observacions
És inofensiu per als humans.